# Hongaarse kampioenschappen veldrijden
De Hongaars kampioenschappen veldrijden zijn een jaarlijks terugkerende wedstrijd om te bepalen welke veldrijder er kampioen van Hongarije wordt.

## Kampioenen

### Elite, mannen
- 1958 : Louis Aranyi
- 1959 : Louis Aranyi
- 1961 : Janos Devai
- 1962 : Janos Devai
- 1963 : Janos Devai
- 1964 : Janos Juszko
- 1965 : D. Polaneczky
- 1966 : F. Keseru
- 1967 : Imre Toth
- 1969 : Imre Toth
- 1981 : Zoltán Halász
- 1982 : Zoltán Halász
- 1983 : Zoltán Halász
- 1984 : Zoltán Halász
- 1985 : J. Hirth
- 1986 : J. Hirth
- 1987 : J. Hirth
- 1988 : J. Csikos
- 1989 : J. Hirth
- 2000 : Zsolt Vinczeffy
- 2001 : Zsolt Vinczeffy
- 2002 : Zsolt Vinczeffy
- 2003 : Zsolt Vinczeffy
- 2004 : Zsolt Vinczeffy
- 2006 : Zsolt Vinczeffy
- 2008 : Zsolt Vinczeffy
- 2009 : Zoltan Tisza
- 2010 : Szilárd Buruczki
- 2011 : Szilárd Buruczki
- 2013 : Szilárd Buruczki
- 2014 : Gábor Fejes
- 2015 : Gábor Fejes
- 2016 : Zsolt Búr
- 2017 : Zsolt Búr
- 2018 : Zsolt Búr
- 2019 : Balázs Vas
- 2020 : Balázs Vas
- 2021 : Zsolt Búr

### U23
- 2000 : Benedek Vörös
- 2001 : Norbert Kovacs
- 2002 : Richard Ruszin
- 2003 : Gergo Bakos
- 2006 : Zoltán Mecséri
- 2008 : Zoltán Vígh
- 2009 : Péter Szabó
- 2010 : Balázs Lobmayer
- 2011 : János Panyi
- 2013 : Péter Fenyvesi
- 2014 : Balázs Rózsa
- 2015 : Márton Dina
- 2016 : Márton Dina
- 2017 : Márton Dina
- 2018 : Balázs Vas

### Junioren
- 2003 : Zsombor Bocsi
- 2008 : Bálint Lukács
- 2010 : Péter Fenyvesi
- 2013 : János Pelikán
- 2014 : Dina Márton
- 2015 : Márk Zathureczky
- 2016 : Ferenc Szöllosi
- 2017 : Balázs Vas
- 2018 : Balázs Vas
- 2019 : Bendegúz Lőrincz
- 2021 : Márk Takács-Valent

## Vrouwen

### Elite
- 2000 : Marta Vajda
- 2001 : Marta Vajda
- 2003 : Marta Vajda
- 2006 : Marta Vajda
- 2008 : Anett Deli
- 2009 : Barbara Benko
- 2010 : Barbara Benko
- 2011 : Barbara Benko
- 2013 : Anita Orosz
- 2014 : Barbara Benko
- 2015 : Barbara Benko
- 2016 : Barbara Benko
- 2017 : Barbara Benko
- 2018 : Barbara Benko
- 2019 : Blanka Kata Vas
- 2020 : Blanka Kata Vas
- 2021 : Blanka Kata Vas
- 2022 : Blanka Kata Vas

### Junioren
- 2008 : Barbara Benko
- 2021 : Gergely Virág

Kampioenschappen:  Wereldkampioenschappen ·
 Europese kampioenschappen ·
 Pan-Amerikaanse kampioenschappen
 België ·
 Canada ·
 Denemarken ·
 Duitsland ·
 Finland ·
 Frankrijk ·
 Hongarije ·
 Ierland ·
 Italië ·
 Japan ·
 Kroatië ·
 Luxemburg ·
 Nederland ·
 Nieuw-Zeeland ·
 Noorwegen ·
 Oostenrijk ·
 Polen ·
 Servië ·
 Slowakije ·
 Spanje ·
 Tsjechië ·
 Verenigd Koninkrijk ·
 Verenigde Staten ·
 Zweden ·
 Zwitserland
Klassementen:  Wereldbeker ·
 Superprestige ·
 X²O Badkamers Trofee ·
 HSF System Cup ·
 USCX Series ·
 Coupe de France ·
 National Trophy Series ·
 Giro d'Italia Ciclocross ·
 Copa de España ·
 New England Series ·
 Swiss Cyclocross Cup
Overig:  Exact Cross
Voormalig:  EKZ CrossTour ·  Rectavit Series ·  US Cup